# Antonina Machczyńska
Antonina Machczyńska (ur. 19 lutego 1837 w Płocku, zm. 9 maja 1919 w Krakowie) – polska nauczycielka i działaczka oświatowa, publicystka.

## Życiorys
Jej ojciec, Marceli Apolinary Machczyński był radcą stanu, sędzią i właścicielem ziemskim. Antonina początkowo uczyła się w domu, później wyjechała do Warszawy, na pensji E. Guérin. Jednym z nauczycieli był tam Stanisław Jachowicz, który wywarł duży wpływ na A. Machczyńską.
W latach 1860–1866 mieszkała u Czartoryskich w Paryżu. W tym czasie była nauczycielką w prowadzonym przez Hotel Lambert Instytucie dla Panien Polskich. Poznawała też francuski system edukacji dziewcząt i kobiet.
Po pobycie w Paryżu przeniosła się do Lwowa i rozpoczęła starania o utworzenie w Galicji żeńskich seminariów nauczycielskich. Publikowała na ten temat artykuły i zabiegała u władz oświatowych. Kiedy żeńskie seminarium nauczycielskie zostało otwarte (1871) została w nim starszą nauczycielką i pełniła tę funkcję do 1900. W 1874, po zdaniu egzaminu uzyskała patent nauczycielki szkół wydziałowych.

## Działalność społeczna
Oprócz prowadzenia nauczania, działała na niwie społecznej, przekonując o konieczności rozwijania żeńskiej edukacji. Należała między innymi do Towarzystwa Oszczędności Straży Pożarnych, Towarzystwa Pracy Kobiet, Towarzystwa Oszczędności Kobiet, Związku Koleżeńskiego Byłych Seminarzystek i Nauczycielek (gdzie była przewodniczącą. Gdy w 1903 Związek Koleżeński Byłych Seminarzystek i Nauczycielek połączono ze Stowarzyszeniem Nauczycielek w Związek Nauczycielek, została jego przewodniczącą do 1909), Towarzystwa Opieki Obywatelskiej nad Internatem, Zjednoczenia Polskich Chrześcijańskich Towarzystw Kobiecych. W 1885 była organizatorką zbiórki funduszy na pomnik nagrobny Marii Bartusówny.
Po wybuchu I wojny światowej mieszkała przez jakiś czas w Wiedniu, a w 1915 osiadła w Krakowie. Tam zaangażował się w utworzenie Bursy Przemysłowej Panien Polskich Miasta Krakowa dla Dziewcząt Sierot po Poległych Rodakach i Ofiarach Wojny.

## Twórczość
Pierwszymi jej publikacjami były wiersze, które ukazały się w 1854 w czasopismach warszawskich. W 1856 wydała pracę „Szkółka wiejska”, którą przychylnie ocenili Joachim Lelewel i Aleksander Jełowicki. Inne jej dzieła to zbiory opowiadań „Powieści dla młodocianego wieku” (1868), „Opowiadania dla ludu” (Lw. 1883) i „Pobudka. Opowiadania dla dorastającej młodzieży” (1909). Pisała też na temat oświaty kobiet, a do ważniejszych należą: „Młoda nauczycielka” (1863), „Rzut oka na literaturę pedagogiczną i ludową niewieściego pióra w Polsce” (1894), „O życiu, pismach i wpływie Klementyny z Tańskich Hoffmanowej” (1899) oraz „Kobieta polska. Szkic historyczny” (1912). Publikowała też często w „Bibliotece Warszawskiej”, „Czytelni Niedzielnej”, „Kobiecie Polskiej”, „Kronice Warszawskiej”, „Muzeum”, „Przyjacielu Dzieci”, „Szkole”, „Tygodniku Mód”, a także innych czasopismach.
Braćmi Antoniny byli Konrad Machczyński oraz Edward Machczyński.